# HTLV
HTLV (ang. human T-cell leukemia/lymphoma virus lub human T-lymphotropic virus) — wirus ludzkiej białaczki z komórek T (lub ludzki wirus T-limfotropowy) jest ludzkim jednoniciowym retrowirusem RNA, który wywołuje ostrą białaczkę z limfocytów T oraz chłoniaka z limfocytów T u dorosłych, a także może mieć udział w pewnych chorobach demielinizacyjnych (tropikalny spastyczny niedowład poprzeczny).

## HTLV-I
HTLV I jest wirusem powiązanym z kilkoma rodzajami chorób, m.in.: mielopatią związaną z HTLV I, białaczką z powiązaniem wirusowym (zobacz: białaczka/chłoniak dorosłych z limfocytów T). Uważa się, że  4–5% zakażonych osób rozwija nowotwór w wyniku działania tego wirusa.
HTLV został odkryty w 1981 roku przez: Bernarda Poiesza i Roberta C. Gallo oraz ich współpracowników z NCI i był to pierwszy zidentyfikowany ludzki retrowirus. Zakażenie HTLV-I, prawdopodobnie jak w przypadku innych retrowirusów pozostaje na całe życie i może być potwierdzone poprzez wykazanie przeciwciał przeciw HTLV-1 w krwi.
Badania przeciwciał anty-HTLV-I wykazują, że wirus występuje endemicznie w południowej Japonii, na wyspach karaibskich i w Afryce.
Uważa się, że przenoszenie następuje z matki na dziecko, poprzez kontakty seksualne, kontakt z zakażoną krwią, transfuzje krwi lub używanie skażonych strzykawek. Przypuszcza się, że udział różnych dróg przenoszenia różni się w zależności od lokalizacji geograficznej. W Japonii infekcje występują w skupiskach i rzadko dochodzi do niezabezpieczonych kontaktów seksualnych, co sugeruje częstsze przenoszenie z matki na dziecko. W rejonie karaibskim rozkład geograficzny jest bardziej jednolity i zakażenie częściej występuje u ludzi z wieloma partnerami seksualnymi, wskazując na to, że droga przenoszenia przez kontakty seksualne jest bardziej powszechna.
Czas pomiędzy momentem zakażenia a rozpoczęciem procesu nowotworowego także różni się geograficznie. Wynosi on około 6 lat w Japonii i mniej niż 40 lat w regionie karaibskim.

## HTLV II
HTLV-II jest blisko powiązany z wirusem HTLV-I i ma genom w 60% homologiczny z nim. Występuje przeważnie u narkomanów, Indian północnoamerykańskich, a także na Karaibach oraz u Indian Ameryki Południowej. Nie ma pewnych związków wirusa HTLV-II z jakimikolwiek chorobami, ale wiąże się go z kilkoma przypadkami chorób neurologicznych, takich jak mielopatia i tropikalny spastyczny niedowład poprzeczny.

## HTLV-III i HTLV-IV
HTLV-III jest podobny do wirusa STLV-III (Simian T-lymphotropic virus 3- małpi wirus T-limfotropowy), natomiast HTLV-IV nie przypomina żadnego ze znanych wirusów. Do tej pory nie wiadomo, do jakiego stopnia posunęło się przenoszenie zakażenia wśród ludzi i nawet czy te wirusy mogą wywoływać chorobę.
Nazwa HTLV-III była kiedyś nazwą wirusa HIV, ale wyszła od tamtego czasu z użycia w literaturze o AIDS.